# Friedrich Ludwig Kirchhoff
Friedrich Ludwig Kirchhoff (ur. przypuszczalnie ok. lat 50. XVIII w., zm. na pocz. XIX w.) – rytownik niemiecki działający w Szczecinie, twórca wedut. Być może wykształcenie artystyczne zdobywał w Berlinie. Obecny w mieście podczas pożaru szczecińskiego kościoła Mariackiego 9 lipca 1789. Współcześnie uznawany za osobę zatrudnianą przez magistrat, z zadaniem dokumentowania zarówno obrazu miasta, jak i jego budowli i wydarzeń z nimi związanych. Warsztatowo jego przedstawienia są dobre, wykonywał je z umiejętnym zastosowaniem perspektywy. Twórczość ukierunkowana na szczegółowość (szczególnie w wedutach) i wierność rzeczywistemu wyglądowi obiektów miejskich, wartościowa także dlatego, że przedstawia tę szczecińską architekturę z ostatniej ćwierci XVIII w., która jest skądinąd nieznana.
Autor siedmiu znanych, wykonanych przez niego i sygnowanych przedstawień, mających charakter rycin warsztatowych:
- miedziorytu-widoku miasta od strony Odry Le Quai de Stettin Vue de pont de la douane („widok Szczecina od południa”), datowanego na lata 80. XVIII w., zachowanego w reprodukcji fotograficznej (przezrocza) z lat 30. XX w. przechowywanej w zbiorach Archiwum Fotograficznego Działu Sztuki Dawnej Muzeum Narodowego w Szczecinie (nr reprodukcji 14499)[7];
- miedziorytu Prospect der St. Marien Stifts. Kirche... („widok kościoła Mariackiego przed pożarem 1789 r.”), powstałego zapewne na podstawie rysunku inwentaryzacyjnego z 1783, datowanego na 1789, zachowanego w XIX-wiecznej kopii w zbiorach Gabinetu Grafiki Działu Sztuki Dawnej Muzeum Narodowego w Szczecinie (nr inw. MNS/Graf. 3180)[8];
- sztychu Fürchterlicher Brand des Thurms der St. Marien Stifts. Kirche zu Stettin am 9ten July 1789 („widok kościoła Mariackiego w trakcie pożaru w 1789 r.”), datowanego na 1789, zachowanego w reprodukcji fotograficznej (negatyw szklany) z lat 30. XX w. przechowywanej w zbiorach Archiwum Fotograficznego Działu Sztuki Dawnej Muzeum Narodowego w Szczecinie (negatyw szklany nr 5140a)[9];
- sztychu Überbleibsel der St. Marien Stifts. Kirche und des Thurms zu Stettin nach dem fürchterlichen Brande. Gezeichnet am 10ten July 1789 („widok kościoła Mariackiego po pożarze 10 lipca 1789 r.”), datowanego na 1789, zachowanego w reprodukcji fotograficznej (negatyw szklany) z lat 30. XX w. przechowywanej w zbiorach Archiwum Fotograficznego Działu Sztuki Dawnej Muzeum Narodowego w Szczecinie (negatyw szklany nr 5141a i b)[10];
- (wraz z synem) miedziorytu – panoramy miasta od wschodu Prospect der Stadt Alten Stettin wie solche nach einen Alten Original Gemälde von Ao: 1659. im Segler Hause alhier befindlich, richtig Copiert und Gestochen worden, powstałego na podstawie malowanej panoramy z 1659, będącej ówcześnie w posiadaniu Domu Żeglarza w Szczecinie, datowanego na 1798, zachowanego w reprodukcji fotograficznej (negatyw szklany) z lat 30. XX w. przechowywanej w zbiorach Archiwum Fotograficznego Działu Sztuki Dawnej Muzeum Narodowego w Szczecinie (negatyw szklany nr 5081)[11];
- (wraz z synem) sztychu-panoramy ówczesnego miasta od wschodu Prospect der Stadt und Vestung Alten STETTIN, wie solche in den Jahren Ao 1798/99 gestalten gewesen („widok Szczecina od wschodu”), datowanego na 1799, zachowanego w reprodukcji fotograficznej (negatyw szklany) z lat 30. XX w. przechowywanej w zbiorach Archiwum Fotograficznego Działu Sztuki Dawnej Muzeum Narodowego w Szczecinie (negatyw szklany nr 5082)[12];
- ryciny Widok Liceum Rady (niem. Ansicht des Lyceums zu Stettin), przypuszczalnie powstałej w 1804, oryginał w zbiorach Gabinetu Grafiki Działu Sztuki Dawnej Muzeum Narodowego w Szczecinie (nr inw. MNS/Graf. 2632)[13].